# Заруддя (Кременчуцький район)
Зару́ддя — село в Україні, у Новогалещинській селищній громаді Кременчуцького району Полтавської області. Населення становить 140 осіб.

## Географія
Географічне положення села Заруддя: розташоване на рівнинній території в лісостеповій зоні за 100 км від обласного центру (м. Полтава) та за 35 км від районного центру (м. Кременчук), 15 км від лівого берега р. Псел, 4 км від найближчої залізничної станції Нова Галещина. На північній околиці села — заболочена місцевість. Лісів немає, є лісосмуги насаджені у 50-х рр. 20-го ст. Ґрунт: чорноземи, місцями переходять у солонці. На сході від села знайдено поклади залізної руди, а також запаси прісної води. З півночі на південь протікає притока р. Рудька, яка у 80-х рр. зазнала негативного впливу меліораторів, унаслідок чого річка обміліла і зникла характерна флора і фауна місцевості. Зникло озеро Мочайлів. На півдні протікає річка Рудька (Крива Руда).

## Історія
За архівними джерелами перша назва села Заруддя була Крива Руда, що походить від назви річки Крива Руда. З кінця 18 ст. село стали називати Старою Галещиною за прізвищем поміщика, який володів цими землями. Із кінця 20 ст. село має назву Заруддя від назви місцевості, де воно лежить.
У найдавніші часи біля села Заруддя були два городища (поселення — у вигляді кола з виходом на схід). До кінця не вияснені відомості про ці городища. Однак зрозуміло, що цю місцевість раніше населяли скіфи, і їх походження можна віднести до 7—4 ст. до нашої ери. Одне городище називається Кострина могила, а друге — Бурмосова могила (знищена під час будівництва дороги в другій половині 80-х рр.).
Хутір Крива Руда виник як козацьке поселення приблизно в середині 17 ст.
З 1654 р. Крива руда входила до Кобеляцької сотні Полтавського полку, з 1764 р. — до Кобеляцької роти Дніпровського пікінерського полку, з 1796 р. — до Кременчуцького повіту Малоросійської губернії, і, нарешті, з 1830 р. — до Кременчуцького повіту Полтавської губернії.
Населений пункт Крива Руда виник у другій половині 18 ст., коли широко проводилося заселення старшинсько-поміщицьких земель залежними людьми. До 1831 р. село було заселене кріпаками, яких переселив у цю місцевість поміщик П. В. Галецький. Павло Васильович Галецький мав економії в селах Омельник і Писарщині. З цих економій він і переслав у Криву Руду людей.
Від прізвища цього поміщика і став носити назву Галещина населений пункт (це друга назва села). Першими жителями села були такі кріпаки: Шаповали, Мочайли, Волювачі та інші.
Найдавніше знаходження на мапах 1816 рік як Заруднівка
У 1862 році на хуторі козачому Заруддя було 420 дворів де жило 1517 осіб.
До економії пана Галецького, яка знаходилася в селі Заруддя, прилягало 820 десятин землі, на якій і працювали кріпаки. За часів кріпаччини жителі с. Заруддя займалися в основному землеробством (рослинництвом). Промислових і торговельних занять у селі не було.
Лише був один шинок, який належав пану Галецькому. Пізніше в селі, крім кріпаків, з'явилися міщани (коли пан Галецький привіз із м. Кременчука на посаду управляючого міщанина Маклакова).
Село Галещина від початку свого заснування й до повалення царату в Російській імперії входило до Солоницької волості Кременчуцького повіту.
У 1911 році на хуторі Крива Руда жило 646 осіб.
На початку березня 1930 у селі був створений колгосп ім. Чубаря, який проіснував кілька днів і «розбігся», як згадували старожили. Через відсутність матеріально-технічної бази та під впливом статті Сталіна «Запаморочення від успіхів» у Зарудді став «жіночий бунт». Близько 50-60 жінок, познімали замки з пристосованих приміщень, куди загнали скотину і забрали свою худобу до власних осель. Наступний колгосп був створений у наступному році.
Восени 1932 у селі у 100 дворах проживало близько 650 осіб. Під час Голодомору радянський комуністичний режим знищив у селі 105 осіб (у тому числі чоловіків — 32, жінок — 23, дітей — 50).
19 вересня 2016 року село увійшло до складу Новогалещинської ОТГ Козельщинського району.
12 червня 2020 року, відповідно до розпорядження Кабінету Міністрів України № 721-р «Про визначення адміністративних центрів та затвердження територій територіальних громад Полтавської області», село увійшло до складу  Новогалещинської селищної громади.
19 липня 2020 року, в результаті адміністративно - територіальної реформи та ліквідації Кременчуцького району(1939-2020), село увійшло до складу новоутвореного Кременчуцького району.

## Відомі люди

### Народились
- Андрющенко Євгенія Данилівна — український лікар-терапевт, заслужений лікар УРСР.
- Безуглий Василь Данилович — український хімік-технолог.
- Гаврилов Анатолій Васильович — народний депутат України 1-го скликання.